# Eller (Rhume)
Die Eller ist ein linker Zufluss der Rhume in Thüringen und Niedersachsen. Sie entsteht aus dem Zusammenfluss von Geroder Eller und Weilroder Eller bei Zwinge.

## Name
Der Name ist unsicher zu deuten. Möglicherweise leitet er sich aus einer Komposition aus mndd. eller, aller (='Erle') und dem Hydronym -aha ab.

## Geografie

### Quellflüsse

#### Geroder Eller
(GKZ: 488222, 7,5 km, 27,94 km²)
Die Geroder Eller entspringt südöstlich des Klosters Gerode, ⊙ auf etwa 340 m ü. NN. Sie fließt in nördliche Richtung durch Weißenborn-Lüderode. Südöstlich von Zwinge nimmt sie die Jütze auf. Die Geroder Eller ist mit etwa 7,5 km der kürzere Quellfluss, hat das (etwas) größere Einzugsgebiet.
Zuflüsse:
- Pfannenbrunnen (links)
- Schreckenhagen (rechts)
- Moortalgraben (rechts)
- Glockenbrunn (rechts)
- Schelme (rechts)
- Ibergraben (rechts)
- Pfingstbach (links)
- Ibergraben (rechts)
- Jütze (links)
- Mühltalsgraben (rechts)
- Borngrund (links)
- Hohler Graben (links)
- Kirchtalgraben (rechts)

#### Weilroder Eller
(GKZ: 488221, 9,1 km, 27,46 km²)
Die etwa 9,1 km lange Weilroder Eller entspringt nördlich von Weilrode, ⊙ auf ca. 330 m ü. NN, etwa 100 m von der Niedersächsischen Landesgrenze entfernt. Sie fließt in südliche Richtung durch Weilrode, nimmt die Bartolfelder Eller auf und erreicht Bockelnhagen. Nördlich von Zwinge vereinigt sie sich mit der Geroder Eller zur Eller.
Zuflüsse:
- Fräuleinskopfgraben (links)
- Tettenborner Bach (rechts)
- Kuhtalbergsgraben (links)
- Kuhtalsgraben (links)
- Sautalgraben (links)
- Kammerchenkopfgraben (rechts)
- Bartolfelder Eller (rechts)
- Krummigraben (links)
- Eselsbrunnengraben (links)
- Scherenberggraben (links)
- Silke (rechts)

### Verlauf
Nach dem Zusammenfluss der Quellflüsse erreicht die Eller die Landesgrenze zu Niedersachsen. Sie durchfließt Hilkerode und mündet in Rüdershausen etwa 3 km nach deren Quelle in die Rhume. Der Flusslauf befindet sich im Gebiet des Naturschutzgebietes Rhumeaue/Ellerniederung/Gillersheimer Bachtal.
Zuflüsse:
- Schmalau (rechts)
- Soolbach (links, 8,58 km)
- Rahmkebach (links)
- Ibengraben (links)